# HD131753
HD131753 — хімічно пекулярна зоря спектрального класу
B9 й має видиму зоряну величину в смузі V приблизно  9,0.

## Пекулярний хімічний склад
Зоряна атмосфера HD131753 має підвищений вміст 
Si
.